# دوستانا (فلم 1980)
دوستانا (بالهندية: दोस्ताना) و(بالعربية: الصداقة) هو فيلم هندي باللغة الهندية من عام 1980، ينتمي إلى نوع الأكشن والدراما، كتبه سليم-جافيد، وأنتجه ياش جوهر، وأخرجه راج خوسلا. الفيلم من بطولة أميتاب باتشان وشاتروجان سينها وزينات أمان في الأدوار الرئيسية، بينما شارك في الأدوار الداعمة بريم شوبرا وأمريش بوري وهيلين وبران.
حقق دوستانا نجاحاً كبيراً في شباك التذاكر، وأصبح رابع أعلى الأفلام ربحًا لعام 1980 بعد أفلام "قرباني" و"آشا" و"رام بالرام". كان الفيلم آخر فيلم ناجح من إخراج راج خوسلا. تم إعادة تصويره في التاميلية تحت اسم "ساتام" من بطولة كمال حسن.

## قصة الفيلم
فيجاي فيرما (أميتاب باتشان) ورافي كابور (شاترغوهان سينها) هما أفضل أصدقاء ولا يطرحان على بعضهما أسئلة حول مهام عملهما. فيجاي هو ضابط شرطة، بينما رافي محامٍ. فيجاي يساعده مصدر معلومات يُدعى توني (بران) في القبض على المجرمين، بينما يعمل رافي على إخراج هؤلاء المجرمين بكفالات ويعمل لصالح داغا (بريم تشوبرا)، وهو الشرير في القصة.
في أحد الأيام، يلتقي فيجاي ورافي بشيتال (زينات أمان) في أماكن وأوقات مختلفة، وكلاهما يقع في حبها. بينما حب فيجاي يُعبّر عنه بشكل واضح وتبادله شيتال المشاعر، يطور رافي حباً من طرف واحد تجاه شيتال التي تراها فقط كصديق.
يعترف رافي بحبه لشيتال إلى فيجاي، الذي يتألم ولكنه يقرر التضحية بحبه من أجل رافي. يكتب فيجاي رسالة لشيتال يخبرها فيها أنهما يجب أن يتخليا عن علاقتهما من أجل رافي، لكن الرسالة تصل إلى رافي أولاً ولا يقرأها. يكتشف داغا علاقة فيجاي وشيتال من خلال صورة، ويقرر خلق مشكلة بين فيجاي ورافي عن طريق كشف هذه العلاقة لرافي. يتحول فيجاي ورافي إلى خصوم لأول مرة، ويقرر رافي الوقوف إلى جانب داغا مقابل جعل حياة فيجاي جحيماً.
ذات يوم، يخبر توني فيجاي قصته: كان مسؤولاً عن نقاط التفتيش التي تمر من خلالها الشاحنات. هُدد من قبل مجرم غير معروف (يبدو أنه داغا) ليُسمح لشاحنة بالمرور دون تفتيش، ولكنه يرفض ويبلغ الشرطة عن الشاحنة. انتقاماً لذلك، أرسل داغا شاحنة لدهسه هو وعائلته، ما أسفر عن قتل زوجته وإصابة ابنه جوني. لاحقًا، يلفق داغا تهمة قتل لمجرم كان فيجاي يستجوبه للحصول على معلومات عنه. يدافع رافي عن فيجاي في المحكمة بشرط أن ينام مع شيتال ليلة واحدة. في تلك الليلة، يكتشف رافي الرسالة التي كتبها فيجي لشيتال ويشعر بالندم ويعيد إحياء صداقته مع فيجي.
ثم يختطف داغا فيجي ورافي. يأتي توني لإنقاذهم ولكنه يُقتل على يد داغا في اللحظات الأخيرة، حيث يموت في ذراعي فيجاي وهو يطلب منه أن يعتني بجوني. يهرب داغا مع بالوانت سينغ في طائرة، لكن فيجاي ورافي يستخدمان سيارة جيب وطائرة هليكوبتر ليلحقا بهم. يتمكنون من إجبار الطائرة على الهبوط، إلا أن داغا يطلق النار على بالوانت سينغ بسبب عجزه عن الهروب نتيجة إصابته في الكاحل. وأخيرًا، يُقبض على داغا، وعندما يحاول إطلاق النار على فيجاي، يُقتل داغا على يد فيجاي.

## الممثلون
- أميتاب باتشان في دور المفتش فيجاي فيرما
- شاتروجان سينها في دور المحامي رافي كابور
- زينات أمان في دور شيتال سهني
- بريم تشوبرا في دور داغا
- أمريش بوري في دور بالوانت سينغ
- هيلين في دور سيلفيا
- بران في دور توني
- غاجانان جاغيردار في دور مدير المدرسة الثانوية
- ساجان في دور رامنيكلال تيواري
- تريلوك كابور في دور مفوض الشرطة
- افتخار في دور محامي الادعاء
- كريشان نيرانجان سينغ في دور القاضي
- بنتال في دور مضايق النساء
- جاغديش راج في دور السائق (رجل داغا)
- شارات ساكسينا في دور المصور (رجل داغا)
- موهان شيري في دور رجل داغا
- كيشاف رانا في دور رجل داغا
- ماك موهان في دور رجل داغا
- سودهير في دور المفتش شيندي
- غوغا كابور في دور بالديف سينغ
- يونس بارفيز في دور مهرب الذهب
- فيكاس أناند في دور الدكتور كرامشانداني
- روبي ماير في دور راهبة
- سوده تشوبرا في دور تيريزا
- ماستر راجيش فاليشا في دور جوني
- راج كومار كابور في دور السيد سهني

## وصلات خارجية
- مقالات تستعمل روابط فنية بلا صلة مع ويكي بيانات